# Brocklesby (Royaume-Uni)
Pour les articles homonymes, voir Brocklesby (homonymie).
Brocklesby est une paroisse civile et un village du Lincolnshire, en Angleterre.